# Bernhard Lauer (Politiker)
Bernhard Lauer (* 27. Mai 1867 in Neustadt an der Heyde; † 16. August 1927 ebenda) war ein deutscher Politiker (SPD) und Mitglied der Landesversammlung des Freistaates Coburg.
Lauer machte dem Abschluss der Volksschule eine Lehre als Former und Nadler. Von 1914 bis 1919 war er angestellter Kassenbote der AOK Neustadt. Danach war er selbständiger Modelleur in Neustadt. Von 1922 bis 1927 war er Vorstandsmitglied der AOK Neustadt.
Von 1919 bis 1927 war er Stadtverordneter in Neustadt und von 1919 bis 1921 Stadtverordnetenvorsteher. Bei den Landtagswahlen am 9. Februar 1919 wurde er in die Landesversammlung des Freistaates Coburg gewählt.